# B-sarja 1933
Die B-sarja 1933 war die vierte Spielzeit auf zweithöchster Ebene im finnischen Fußball. Sie galt als Qualifikationsrunde für die Mestaruussarja 1934 und wurde im Ligamodus ausgetragen.

## Modus
Nach vorangegangener Qualifikation spielten die sechs Mannschaften an fünf Spieltagen jeweils einmal gegeneinander. Die beiden besten Teams stiegen in die Mestaruussarja 1934 auf.

## Teilnehmer
| Verein            | Stadt    |
| ----------------- | -------- |
| Helsingin Toverit | Helsinki |
| IF Stjärnan       | Helsinki |
| Kuopion PS        | Kuopio   |
| Vasa IFK          | Vaasa    |
| Viipurin Reipas   | Wyborg   |
| Turun UL          | Turku    |

## Abschlusstabelle
| Pl. | Verein            | Sp. | S | U | N | Tore    | Quote | Punkte |
| --- | ----------------- | --- | - | - | - | ------- | ----- | ------ |
| 1.  | Turun UL          | 5   | 4 | 0 | 1 | 009:500 | 1,80  | 08:20  |
| 2.  | Helsingin Toverit | 5   | 3 | 1 | 1 | 011:600 | 1,83  | 07:30  |
| 3.  | Vasa IFK          | 5   | 3 | 0 | 2 | 012:100 | 1,20  | 06:40  |
| 4.  | Viipurin Reipas   | 5   | 2 | 1 | 2 | 009:700 | 1,29  | 05:50  |
| 5.  | IF Stjärnan       | 5   | 1 | 1 | 3 | 007:120 | 0,58  | 03:70  |
| 6.  | Kuopion PS        | 5   | 0 | 1 | 4 | 003:110 | 0,27  | 01:90  |

Platzierungskriterien: 1. Punkte – 2. Torquotient